# Каратузький район
Каратузький район (рос. Каратузский район) — адміністративна одиниця та муніципальне утворення в південній частині Красноярського краю. Адміністративний центр — село Каратузьке.

## Географія
Каратузький район розташований в південно-східній частині Мінусінської улоговини біля відрогів гір Східний Саян, в басейні річки Амил, що утворює при злитті з рікою Казир річку Туба, що впадає в Єнісей. Площа району - 10,236 тис. Км².
Рельєф переважно увалісто-рівнинний, розчленований долинами. Висота від 200-300 до 700 м. Окремі низькогірні масиви складені сланцями, пісковиками, конгломератами, мергелями, вапняками, а також туфами, порфіритами і сиенітамі палеозойського віку, які на більш знижених ділянках перекриті суглинками, лессамі і супісками. Клімат різко континентальний, іноді посушливий. Середня температура січня від -16 до -20,5 °C, червня від +18,2 до +19,6 °C. Взимку бувають морози до -52 °C, а влітку температура іноді піднімається до + 45 °C. Тривалість вегетаційного періоду близько 150-160 діб.
Суміжні території:
- Північ, північний схід: Курагінський район
- Південний схід: Республіка Тива
- Південь, південний захід: Єрмаковський район
- Захід: - Шушенський і Мінусінський райони Красноярського краю.

## Економіка
Основна галузь спеціалізації району - сільське господарство.